# Robert Maxwell Ogilvie
Robert Maxwell Ogilvie (5 giugno 1932 – Saint Andrews, 5 giugno 1981) è stato uno storico scozzese.
Fu un noto studioso scozzese di storia romana.

## Biografia
Ogilvie fu professore di Antichità classiche alla University of St Andrews. È conosciuto in particolare per la sua edizione commentata dei primi cinque libri dell'opera di Livio Ab urbe condita e per il suo commento sull'Agricola di Tacito.

## Opere scelte
- A commentary on Livy, books 1-5 (1965).
- De vita Agricolae (1967).
- The Romans and their gods in the age of Augustus (1970).
- Early Rome and the Etruscans (1976).

trad. it.: Le origini di Roma, Il Mulino, Bologna, 1995,
- The library of Lactantius (1978).
- Roman literature and society (1980).

## Fonti
- A. Long in Classical Quarterly 32.1 (1982)
- "† Robert Maxwell Ogilvie, 1932–1981" di Russell Meiggs (ricordo pubblicato in Proceedings of the British Academy 68, pp. 627-636)